# Donna Hrinak
Donna Jean Hrinak (Pensilvânia, 1950) é uma diplomata dos Estados Unidos.
Foi embaixadora no Brasil de 2002 a 2004; na Venezuela de 2000 a 2002 ; na Bolívia de 1997 a 2000; e na República Dominicana de 1994 a 1997. Desde setembro de 2011 é presidente da Boeing na América Latina e Caribe.
Depois de se graduar na Universidade do Estado de Michigan, Hrinak estudou na George Washington University e na Notre Dame Law School. Além de inglês, ela fala espanhol, português e polonês.